# تخزين وإفراز الهرمونات
لا توجد طريقة واحدة تخزن وتفرز بها الغدد الصماء هرموناتها . و لكن هناك أنماط عامة عديدة تحدث لمعظم الهرمونات تختلف باختلاف طبيعة الهرمون و كيمياء الهرمونات . 
فمثلا ؛ تتكون كل الهرمونات البروتينية في الشبكة الهيولية الباطنة الحبيبية للخلايا الغدية بنفس الطريقة التي تتكون بها البروتينات الإفرازية الأخرى . 
و لكن البروتين الأولي الذي يتكون في الشبكة الهيولية الباطنة ليس هو الهرمون الأخير أبدا . إذ إنه أكبر من الهرمون الفعال ويسمى سلف طليعة الهرمون Preprohormone . 
و من ثم ينشطر هذا البروتين الكبير مرة أخرى، وعادة و هو ما يزال في الشبكة الهيولية الباطنة ليكون بروتينا أصغر يسمى طليعة الهرمون prohormone ، و ينقل هذا بدوره في حويصلات النقل للشبكة الهيولية الباطنة إلى جهاز جولجي حيث يشطر مقطع آخر من البروتين .
و بهذه الطريقة يتكون الهرمون البروتيني الفعال النهائي . و في العادة أيضا يضم جهاز جولجي جزيئات الهرمون في حويصلات محفوظة بأغشية تسمى الحويصلات الإفرازية أو الحبيبات الإفرازية .
و تبقى هذه الحويصلات مخزونة في الحيز الهيولي لخلية الغدد الصماء إلى أن تصلها إشارة خاصة مثل : الإشارة العصبية، أو هرمونية أخرى، أو إشارة كيميائية، أو إشارة فيزيائية موضعية لتحفزها على الإفراز .
و تتكون مجموعتا الهرمونات المشتقة من التيروزين ، و هي هرمونات الغدة الدرقية و هرمونات غدة لب الكظر ، بفعل إنزيمات في الأحياز الهيولية للخلايا الغدية . و في حالة هرمونات لب الكظر النورإبينفرين و الأدرينالين ، فإنها تمتص إلى حويصلات مسبقة التكوين وتخزن فيها حتى إفرازها .
و من الناحية الأخرى، فإن الهرمونات الاستقلابية للغدة الدرقية - الثيروكسين و ثالث يود الثيرونين - فإنها تكون كأقسام من مكونات جزئ بروتيني كبير يسمى غلوبيولين درقي الذي يخزن بعد ذلك في حويصلات كبيرة ضمن خلايا الغدة الدرقية . 
و عندما يحين وقت إفراز هرمونات الغدة الدرقية تشطر أنظمة إنزيمية خاصة داخل خلايا الغدة الدرقية جزئ غلوبيولين درقي فتحرر منه بذلك هرمونات الغدة الدرقية إلى الدم .
أما بالنسبة الهرمونات الستيرويدية المكونة في قشرة الغدة الكظرية ، أو المبيض ، أو الخصية ؛ فإن كمياتها التي تخزن في خلاياها الغدية قليلة جدا، ولكن توجد فيها كميات كبيرة من الجزيئات السليفة خاصة الكولسترول و مواد وسطية مختلفة بين الكولسترول و الهرمونات النهائية وعند تولد المنبه المناسب، تتمكن الإنزيمات الموجودة داخل هذه الخلايا من أن تسبب التحولات الكيميائية الضرورية خلال دقائق إلى الهرمونات النهائية، ويتلو ذلك مباشرة تقريبا إفرازه .

## بدءإفرازالهرمونبعد التنبية، ومدد عمل مختلف الهرمونات
تفرز بعض الهرمونات، مثل النورإبينفرين و الأدرينالين خلال ثوان معدودة بعد تنبيه الغدة و يمكنها أن تولد عملها بالكامل خلال بضع ثوان إلى دقائق أخرى .
و يمكن أن تحتاج أنشطة بعض الهرمونات الأخرى مثل : الثيروكسين و هرمون النمو ، لعدة شهور كي تطور فعاليتها الكاملة .
و بهذا ؛ فإن لكل من الهرمونات المختلفة خواص بدء عملها ومدته الخاصة بها وفقا لاستجابة مستقبلات الهرمون ، فلكل منها نظام معين بشكل يخدم الوظيفة التحكمية الخاصة بها .

## تركيزالهرموناتفيدمالدوران، وسرعات إفراز الهرمونات
إن المقادير الكمية من الهرمونات الضرورية للتحكم بمعظم الوظائف الاستقلابية ووظائف الغدد الصماء هي مقادير صغيرة جدا، وتتراوح تراكيزها في الدم من الحد الصغير 1 بيكوجرام ( و هو واحد من مليون من مليون من الجرام ) في كل مليلتر من الدم إلى الحد الكبير الذي يبلغ بضعة ميكروجرامات ( عدة أجزاء من المليون من الجرام ) في كل مليلتر من الدم . و بصورة مشابهة، فإن سرعة إفراز مختلف الهرمونات صغيرة جدا أيضا، وتقاس عادة بالميكروجرامات أو المليجرامات في كل يوم .
و لذا فإن الآليات العالية التخصص تتوفر في الأنسجة المستهدفة، وهي تسمح حتى لهذه الكميات الدقيقة من الهرمونات من توليد تحكمها الشديد على الأجهزة الفيزيولوجية .

## التحكم في سرعة إفراز الهرمون، دور التلقيم السلبي

الحفاظ على مستويات السكر في الدم عند مستوى ثابت في الجسم عن طريق آلية ردود الفعل السلبية. عندما يكون مستوى السكر في الدم مرتفع جدا، والبنكرياس يفرز الانسولين وعندما يكون مستوى منخفض جدا، والبنكرياس ثم تفرز الجلوكاجون.

تحكم سرعة إفراز كل هرمون من الهرمونات المعروفة وبلا استثناء بصورة دقيقة بنظام تحكم داخلي خاص به . و يولد هذا التحكم في معظم الحالات من خلال آلية تلقيم ارتجاع سلبي كما يلي :
1. الغدد الصماء لها نزعة طبيعية لفرط إفراز هرموناتها .
2. و بسبب هذه النزعة، يولد هذا الهرمون المزيد والمزيد من تأثير تحكمه على العضو المستهدف .
3. و لكن عند حصول فعل مفرط، يقوم أحد العوامل بتلقيم راجع إلى الغدة الصماء المسئولة عن إفراز هذا الهرمون ، فيولد تأثيرا سلبيا على الغدة ويقلل من سرعة إفرازها .
و بهذا فإن وظيفة الهرمون تراقب بدقة متناهية بواسطة آلية التحكم، وتوفر هذه المعلومة بدورها تحكما تلقيميا راجعا سلبيا لسرعة الإفراز بواسطة الغدة المفرزة .
و عند التدقيق في كل آلية تلقيم ارتجاعي يتبين أن العامل المهم الذي يجب أن يحكم ليس سرعة إفراز الهرمون بل درجة فعالية العضو المستهدف بهذا الهرمون المفرز . و لهذا، فقط عندما ترتفع فعالية العضو المستهدف إلى مستوى مناسب، يصبح التلقيم الراجع للغدة الصماء المفرزة شديدا جدا لدرجة كافية لتبطئ إفراز الهرمون . فإذا ما استجاب العضو المستدف للهرمون بضعف، فإن الغدة الصماء دائما تقريبا تفرز من هرمونها أكثر وأكثر إلى أن تصل فعالية العضو المستهدف في النهاية إلى مستوى مناسب، ولكن على حساب الإفراز المفرط للهرمون المحكم .